# Cymatophoropsis sikiangensis
Cymatophoropsis sikiangensis là một loài bướm đêm trong họ Noctuidae.